# Henri Galau
Henri Galau (18 de julho de 1897 — 1 de fevereiro de 1950) foi um jogador de rugby union francês, medalhista olímpico.

## Carreira
Durante sua carreira esportiva, representou o clube Stade Toulousain, com o qual conquistou o título de campeão francês em 1922, 1923, 1924 e disputou a final em 1921. Ele integrou a equipe da Seleção da França que conquistou a medalha de prata nos Jogos Olímpicos de Verão de 1924 em Paris. Ele jogou as duas partidas da competição, nas quais os franceses derrotaram a Romênia por 61–3 no Stade de Colombes em 4 de maio, e duas semanas depois perderam para os EUA por 3–17.